# Колосовський Микола Миколайович
Колосо́вський Мико́ла Микола́йович (1891–1954) — радянський економіко-географ, доктор географічних наук, професор (1935). 

## Життєпис
Закінчив Петербурзький інститут шляхів сполучення (1916) і був направлений до Забайкальського округу для участі в будівництві стратегічних залізниць. Організував ряд експедицій з вивчення Східного Сибіру. Брав участь в роботах Держплану по економічному районуванню Росії, в розробці першого п'ятирічного плану розвитку народного господарства Росії, Урало-Кузнецької проблеми.
Керував дослідженнями з використання енергетичних ресурсів річки Ангара. Розробив концепції енерго-виробничих циклів і територіально-виробничих комплексів. Створив новий курс «Економічне районування Росії». Удостоєний державної премії СРСР (1942) за участь у роботі про розвиток народного господарства Уралу під час Німецько-радянської війни. Після закінчення війни Колосовський зосередився на викладацькій діяльності, був професором Географічного факультету МГУ, де читав лекції з 1931 року.
Раніше викладав в Інституті народного господарства ім. Плеханова. Ним був створений авторський курс лекцій з економічного районування, розроблений понятійний апарат радянської районної школи економічної географії. Саме Колосовський ввів у наукову практику такі поняття як енерго-виробничий цикл (сукупність виробництв, об'єднаних сировинно-енергетичними зв'язками), територіально-виробничий комплекс (сукупність виробництв, від розміщення яких на одному майданчику досягається додатковий економічний ефект), розробляв теорію економічного районування. Автор таких понять як ТВК (територіально-виробничий комплекс) і ЕВЦ (енерго-виробничий цикл).

## Науковий вклад
М. М. Колосовський дав наступне визначення методу енерго-виробничих циклів: «… під енерговиробничими циклами розуміється вся сукупність виробничих процесів, послідовно розгортаються в економічному районі СРСР на основі поєднання даного виду енергії і сировини, від первинних форм видобутку та облагородження сировини та енергії і раціонального використання всіх компонентів сировинних і енергетичних ресурсів … Цикл треба розуміти як історичну категорію, що розгортається в часі». Метод ЕВЦ враховує саме послідовність виробничих стадій, які необхідно здійснити для виробництва продукту, і вибудує цю послідовність від видобутку сировини до отримання готової продукції.
М. М. Колосовський намітив 8 генералізованих циклів (або їх сукупностей):
- пірометалургійних цикл чорних металів;
- нафтоенергохімічний;
- сукупність гідроенергопромислових циклів;
- сукупність циклів переробної індустрії;
- лісо енергетичний цикл;
- сукупність індустріально-аграрних циклів;
- гідромеліоративний;
- індустріально-аграрний цикл (для районів зрошуваного землеволодіння).

Крім того, він намітив дев'ятий цикл — атомної енергії — як перспективний.
Неправильно було б думати, що при аналізі територіальної структури району слід обмежуватися дев'ятьма названими циклами. Колосовський називає ці цикли генералізованими. Це означає, що при детальному аналізі генералізовані цикли повинні бути розшифровані. Основна ідея методу ЕВЦ і цілей їх використання — класифікація районів, їх територіальної структури, дрібного районування — призводить до необхідності розробки ієрархічної системи циклів, їх класифікації. Класифікація циклів створюється, виходячи з їх визначення як сукупності взаємообумовлених виробничих процесів, що розвиваються на поєднанні певного виду сировини та енергії. Вид енергії враховується для основного процесу. Наприклад, для електроємної промислової сукупності циклів впровадження електрики в саму зону реакції характерно тільки для електролітного або електротермічного процесів. На інших стадіях циклу електрика використовується як силова енергія (наприклад, стадії прокату кольорових металів, видобутку або збагачення руди).
В даний час майже завжди сировина є комплексною. Використання комплексної сировини звичайно призводить при її первинній обробці до розвитку ряду паралельних виробничих ланцюжків. Крім того, у практиці широко відомо й інше явище — розробка однорідних видів сировини та одержання з них споріднених готових продуктів при близькості технологічних процесів їх виробництва.
Характер виробничих процесів визначається також видом і кількістю (на одиницю продукції) використовуваної енергії.
Ці три обставини дають можливість зробити певне узагальнення процесів, тобто генералізацію енерговиробничих циклів, і побудувати їх ієрархію.
На зазначених підставах у пропонованій нижче класифікації виділяються три ступені:
- генералізовані цикли і генералізована сукупність циклів;
- підцикли;
- гілки циклів.

У створеному Колосовським курсі «Економічне районування СРСР», який він читав майже чверть століття, проводилася думка про те, що продуктивні сили (за певних виробничих відносинах) утворюють територіальні локалізовані сполучення — економічні райони. Ці райони при соціалізмі в плановому порядку розвиваються в напрямку все більшої комплексності щодо використання ресурсів. Кожен з районів спеціалізується на засадах загальносоюзного географічного поділу праці; що веде до підвищення продуктивності суспільної праці кожного району та всього СРСР.
У своїй роботі «Виробничо-територіальне поєднання (комплекс) в радянській економічній географії» (1947) Колосовський розвиває думку про те, що ідеї радянської районної школи з питання типології економічних районів вносять в економічну географію новий технологічний момент. Він встановлює, що основою географічного районооутворюючого процесу є «виробничо-територіальне поєднання, тобто організована в певних технічних формах громадська людська праця з енергетичним і машинним її озброєнням, прикладена до певного поєднання природних ресурсів». Комплекс — це основна ланка всього ланцюга більш складного поняття економічного району; поєднання провідних планованих галузей народного господарства, взятих з урахуванням природної обстановки, етапу історичного розвитку району та трудових і національно-культурних особливостей населення, що «створює щось особливе, індивідуальне, унікальне для даного місця, що і є типовим для справді живого економічного району, що безперервно розвивається».
Великий інтерес представляє також остання передсмертна праця Колосовського «Наукові проблеми географії», в якій він розвиває ідею про те, що існує єдина географічна наука, причому дві її частини — географія економічна і географія фізична — тісно пов'язані одна з одною і взаємно одна одну обумовлюють. Такий підхід дозволяє отримати в географічних роботах цілісну картину, шлях до цього підказується, радянською дійсністю. Це — розробка питань районної матеріально-технічної бази сучасного виробництва, яка є в один і той же час частиною природного середовища та частиною продуктивних сил і підкоряється одночасно законам природи і законами суспільного розвитку, а тому може бути допомогою ланкою географічного вивчення природи та економіки району. Ґрунтуючись на законі планомірного (пропорційного) розвитку соціалістичного народного господарства і виходячи з розвинених ним ідей районування, Колосовський розробив сітку нових економічних районів СРСР. Для цього ним були досліджені перспективи виробництва та споживання майже 90 найважливіших видів сировини і продукції та вивчені монографії з ряду окремих галузей і найбільших будівництв. В результаті він визначив географію і внутрішню структуру перспективних виробничо-територіальних комплексів, в яких поєднуються різні виробництва на базі раціонального використання місцевих ресурсів і спеціалізації в масштабі всієї країни. З урахуванням інших районооутворюючих факторів Колосовський встановив на території Радянського Союзу 26 перспективних енерговиробничих економічних районів.
Основні положення теорії економічного районування Колосовського зводяться до наступного: — вся територія країни ділиться на економічні райони, утворені за виробничими ознаками і представляють в своїй сукупності закінчену систему регіональних продуктивних сил; — кожен район здійснює комплексний розвиток господарства на своїй території для найбільш повного задоволення місцевих виробничих і споживчих потреб за рахунок місцевих джерел сировини та енергії. Заохочується використання комбінованих технологічних процесів, що ведуть до створення територіально-виробничих комплексів, на основі створення замкнутих енерговиробничих циклів; — для кожного економічного району встановлюється три категорії виробництв. Виробництва районного значення — їхня продукція споживається всередині економічного району, виробництва міжрайонного значення — для групи економічних районів, загальносоюзного значення — для всієї країни.
В рамках радянської економічної географії М. М. Баранський і М. М. Колосовський створили теорію економічного районування, в основі якої лежали поняття географічного поділу праці (ГПП), що приводить до спеціалізації певних територій на виробництві окремого продукту або частини продукту; енерговиробничого циклу (ЕВЦ) як технологічного ланцюжка виробництв, закономірно формують галузеву і тер. структуру району, і великого економічного району (ЕР) як частини території країни, що має спеціалізацію в масштабі національної економіки, внутрішню соціально-економічну однорідність і прагне до комплексного розвитку.